# Willer Bordon
Willer Bordon (ur. 16 stycznia 1949 w Muggii, zm. 14 lipca 2015 w Rzymie) – włoski polityk, samorządowiec, wieloletni parlamentarzysta, minister.

## Życiorys
Z zawodu dziennikarz. Zajął się działalnością polityczną, m.in. przez szereg lat pełnił funkcję burmistrza swojej rodzinnej miejscowości.
W 1987 został posłem do Izby Deputowanych X kadencji. Uzyskiwał reelekcję w kolejnych wyborach, w niższej izbie włoskiego parlamentu zasiadał do 2001 (w ramach XI, XII i XIII kadencji). Następnie do 2008 był członkiem Senatu XIV i XV kadencji.
Należał do Włoskiej Partii Komunistycznej, współpracował także ze środowiskiem radykałów. Po rozwiązaniu partii komunistycznej był członkiem Demokratycznej Partii Lewicy. W 1993 z grupą postkomunistów i liberałów organizował Sojusz Demokratyczny. W 1996 został jednym z liderów Unii Demokratycznej. Później działał w partii Włochy Wartości (od 1998), z którą rok później współtworzył partię Demokraci.
W rządzie Romano Prodiego (1996–1998) był podsekretarzem stanu w resorcie kultury. Sprawował urząd ministra robót publicznych w gabinecie Massima D’Alemy (1999–2000) i następnie urząd ministra środowiska w rządzie Giuliana Amato (2000–2001).
W 2002 wraz z Demokratami przystąpił do stronnictwa Margherita. Odszedł z niej w 2007 proteście przeciwko powołaniu Partii Demokratycznej. W tym samym roku stanął na czele nowej partii pod nazwą Unia Demokratyczna na rzecz Konsumentów.